# Szóelemző írásmód
A szóelemző írásmód (más néven etimologikus írásmód) a magyar helyesírás négy alapelvének egyike (AkH.12 48.).

## Hatálya
Szótő és toldalék között gyakran, összetételi tagok között pedig mindig a szóelemző írásmód érvényesül (a kiejtés szerinti írásmód rovására).
1. A legtöbb toldalék esetén:
  - hajtja (hajt + ja, nem „hajtya”)
  - vízből (víz + ből, nem „víszből”)

A -val/-vel és a -vá/-vé esetében azonban a kiejtés szerinti írásmód érvényesül.
2. Összetételi tagok között:
  - magtár (mag + tár, nem „maktár”) – a kiejtés szerinti írásmód rovására
  - kulcscsont (kulcs + csont, nem „kulccsont”) – az egyszerűsítő írásmód rovására
  - Ha összetételi tagok határán három azonos mássalhangzó (vagy mássalhangzójegy) találkozna, ott nem egyszerűsítünk, hanem kötőjelet használunk:
    - sakk-kör, puff-féle, expressz-szerű (noha nem ejtünk háromszoros hosszúságú hangot); strucc-csoport

## Ahol nem érvényesül
A szóelemző írásmód „ellenpólusa” a kiejtés szerinti írásmód, valamint az egyszerűsítő írásmód lehet – l. a cikkek alatt, hol érvényesülnek ez utóbbiak a szóelemző írásmód rovására.